# David Krathwohl
David Reading Krathwohl (* 14. Mai 1921 in Chicago; † 13. Oktober 2016 in Glen Ellyn) war ein US-amerikanischer Erziehungspsychologe und Erziehungswissenschaftler. Er lehrte an der Michigan State University und war 1968/69 der Präsident der American Educational Research Association.

## Leben und Werk
Im Zweiten Weltkrieg diente er in der U.S. Army und absolvierte dann an der University of Chicago den M. S. und den Ph.D. Sein Mentor war Benjamin Bloom, an dessen Lernzieltaxonomie (Taxonomy of Educational Objectives) er mitarbeitete. Später folgte er ihm als Hannah Hammond Professor of Education Emeritus an der Syracuse University im Staat New York. Er war Direktor der Abteilung für Erziehungswissenschaftliche Forschung an der Michigan State University.
Beide arbeiteten an der Definition und Analyse von Kategorien und Dimensionen des Wissens: Faktenwissen, Begriffswissen, Prozedurales Wissen, metakognitives Wissen. Krathwohl half 2001 die Interaktionen zwischen dem kognitiven Prozess und dem kognitiven Inhalt zu überdenken. Die Bloomsche Taxonomie unterschied den kognitiven Prozess in sechs verschiedene Kategorien: remember, understand, analyze, apply, evaluate, synthesize. Krathwohl benannte die austauschbaren Levels der Evaluation and Synthesis zusammen um in create (dt. produzieren, schöpfen). Dies ist in der Theorie der Kompetenzen in der Pädagogik weiterentwickelt worden. 
Unabhängig von Bloom entwickelte er die affektive Lernzieldomäne, die er dem Prinzip der Internalisierung zuweist, einem Prozess, wobei das „Gefühl einer Person gegenüber einem Gegenstand von einem allgemeinen Bewusstsein zu einem Bewusstseinsgrad geht, an dem das Gefühl internalisiert ist und konsistent das Verhalten der Person lenkt oder kontrolliert“. Diese Taxonomie ist in fünf Stufen unterschieden: receiving, responding, valuing, organization, characterization (dt. etwa: Beachtung, Reagieren, Wertschätzung, Aufbau eines Wertesystems, Erfülltsein durch einen Wert).
Affektive Lernziele, wie etwa Wertschätzung von Literatur oder Ablehnung von Ausgrenzung, gelten im Gegensatz zu kognitiven als weniger planbar und sind nicht zu erzwingen. Gleichwohl gehören sie überall zu den obersten Bildungszielen.

## Schriften
- mit Lorin W. Anderson (Hg.): A taxonomy for learning, teaching, and assessing: A revision of Bloom's taxonomy of educational objectives. New York: Longman 2001.
- Methods of Educational & Social Science Research: An Integrated Approach, 2. Aufl., New York: Longman 1998.
- mit B. Bloom u. a.: Taxonomie von Lernzielen im affektiven Bereich, Beltz 1997 (HBZ Inhaltsverzeichnis), ISBN 978-3407510853 (engl. 1972).
- mit B. Bloom u. a.: Taxonomy of educational objectives: The classification of educational goals. Handbook I: Cognitive domain. New York, Toronto: Longmans, Green 1956.

## Einzelbelege
1. ↑  Eine deutsche Übernahme bei Christoph Kühberger: Konzeptionelles Wissen als besondere Grundlage für das historische Lernen, in: Kühberger (Hg.): Historisches Wissen, Schwalbach 2012, S. 33ff. ISBN 978-389974761-4
2. ↑  Ulrich Baumgärtner: Wegweiser Geschichtsdidaktik: Historisches Lernen in der Schule. UTB, 2015, ISBN 978-3-8252-4399-9 (google.de [abgerufen am 7. Juni 2020]).
3. ↑  Archivierte Kopie (Memento des Originals vom 10. Juni 2020 im Internet Archive)  Info: Der Archivlink wurde automatisch eingesetzt und noch nicht geprüft. Bitte prüfe Original- und Archivlink gemäß Anleitung und entferne dann diesen Hinweis.
4. ↑  Krathwohl's affective domain taxonomy. Archiviert vom Original (nicht mehr online verfügbar) am 6. Juni 2020; abgerufen am 6. Juni 2020.  Info: Der Archivlink wurde automatisch eingesetzt und noch nicht geprüft. Bitte prüfe Original- und Archivlink gemäß Anleitung und entferne dann diesen Hinweis.

| Personendaten    | Personendaten                                              |
| ---------------- | ---------------------------------------------------------- |
| NAME             | Krathwohl, David                                           |
| ALTERNATIVNAMEN  | Krathwohl, David Reading (vollständiger Name)              |
| KURZBESCHREIBUNG | US-amerikanischer Psychologe und Erziehungswissenschaftler |
| GEBURTSDATUM     | 14. Mai 1921                                               |
| GEBURTSORT       | Chicago                                                    |
| STERBEDATUM      | 13. Oktober 2016                                           |
| STERBEORT        | Glen Ellyn                                                 |